# Anni affollati
Anni affollati è un album in studio del cantautore italiano Giorgio Gaber, pubblicato nell'ottobre 1981.

## Descrizione
Si tratta del secondo album di seguito registrato in studio dopo Pressione bassa.
Il disco, pubblicato dall'etichetta discografica Carosello nel 1981 in formato LP, con numero di catalogo CLN 25094, e musicassetta, con numero di catalogo CNK 725094, non è mai stato ristampato in CD.
In commercio è reperibile un altro disco con il medesimo titolo, che in realtà è la ristampa in CD dell'album Il teatro di Giorgio Gaber.

## Tracce
Testi di Giorgio Gaber e Sandro Luporini, musiche di Giorgio Gaber.
1. Il sosia – 3:57
2. Anni affollati – 4:45
3. Luciano – 5:35
4. 1981 – 7:30
5. L'attesa – 4:15
6. Gildo – 5:45
7. Ipotesi per una Maria – 4:00
8. Al termine del mondo – 6:30

Durata totale: 42:17

## Formazione
- Giorgio Gaber – voce
- Sergio Farina – chitarra acustica, chitarra elettrica
- Gigi Cappellotto – basso
- Walter Scebran – batteria
- Oscar Rocchi – tastiere